# Ruprecht (Zeitung)
Die unabhängige Heidelberger Studierendenzeitung ruprecht zählt mit 5.000 Exemplaren zu den auflagenstärksten ihrer Art in Deutschland. Das Blatt erscheint sechs Mal im Jahr und wird kostenlos vor den Mensen der Ruprecht-Karls-Universität Heidelberg verteilt und in zahlreichen Instituten ausgelegt.

## Geschichte
Seit 1987 erscheint der ruprecht, der sich bis 1991 noch Schlagloch nannte, ohne Unterbrechung. Der thematische Schwerpunkt liegt in der lokalen Hochschulpolitik. Die lokale Berichterstattung aus Heidelberg, Themen des studentischen Lebens, Kultur, Berichte über wissenschaftliche Projekte der Heidelberger Hochschulen und eine Satireseite vervollständigen das Inhaltsspektrum.

Titelseite der Januar-Ausgabe 2007

Als unabhängige Studentenzeitung fühlt sich der ruprecht keiner Gruppierung oder Weltanschauung verpflichtet. Um die thematische und journalistische Unabhängigkeit zu gewährleisten, finanziert sich das Blatt ausschließlich über Anzeigen. Die Zeitung erscheint im Berliner Format und hat einen Umfang von 12 bis 28 Seiten. Im Durchschnitt liegt die Seitenzahl bei 16. Seit der Juni-Ausgabe 2006 erscheint der ruprecht in Farbe. Bis Mai 2013 beschrieb der ruprecht sich selbst im Untertitel stets gender-neutral als "Heidelberger Student(innen)zeitung" oder später "Heidelberger Studierendenzeitung". Die Umbenennung in "Studentenzeitung", die im Mai 2013 im Zuge eines Layout-Relaunches der Print- und Onlineausgabe erfolgte, wurde von vielen Lesern kritisiert. Seit 2019 nennt sich der ruprecht gender-neutral "Studierendenzeitung".
Der ruprecht entsteht vollständig durch ehrenamtliches Engagement von Studenten unterschiedlichster Fachrichtungen und verzichtet bis heute auf einen Chefredakteur. Die redaktionellen Aufgaben, angefangen beim Schreiben der Artikel über das Layouten, Fotografieren und Akquise der Werbekunden bis hin zum Verteilen und Verschicken der Zeitung werden von den Redakteuren selbständig organisiert und umgesetzt.
Zunächst wurde die Zeitung im 3. Stock des sogenannten KASTRA, Lauerstraße 1, produziert, dann in einer Heidelberger Wohngemeinschaft. Seit den 1990er Jahren entsteht der ruprecht allerdings unter dem Dach der Heidelberger Fachschaftskonferenz (FSK). Durch seinen Status eines "unabhängigen Arbeitskreises" dürfen die Mitarbeiter des ruprecht dort ein Redaktionsbüro und die vorhandene Infrastruktur nutzen.
Neben der Zeitung produziert die Redaktion jeweils zu Semesterbeginn Sonderausgaben für Erstsemester, während der Sommermonate leiten ruprecht-Redakteure die Zeitung des Internationalen Ferienkurses der Universität Heidelberg Spektakel, die zusammen mit Austauschstudenten erstellt wird und ein Online-Magazin. Von 1997 bis 2013 pflegte die ruprecht-Redaktion außerdem die größte Internet-Datenbank aktiver Studentenzeitungen im deutschsprachigen Raum.
Seit 2002 fungiert der weitgehend aus Redaktionsmitgliedern bestehende Verein ruprecht e. V. als Herausgeber. Im selben Jahr gründeten ehemalige Redakteure der Zeitung den Verein zur Förderung des studentischen Medien-Nachwuchses im Rhein-Neckar-Delta doppelkeks. Der Verein veranstaltet im Jahr mehrere journalistische Fortbildungen, die Medienwerkstätten, und informiert in seinem monatlichen Newsletter über journalistische Ausbildungsmöglichkeiten und Informationen zum Berufsstart in den Medien.

## Auszeichnungen
Der ruprecht gewann den Pro Campus Presse Award 2007, 2019, 2021 und 2024. Der jährlich ausgetragene Wettbewerb der Initiative "Pro Campus Presse" prämiert die besten Studentenzeitungen im deutschsprachigen Raum. 2007 lobte die Jury die Zeitung für ihre „gelungene Vielfalt an journalistischen Darstellungsformen, ihre hohe Textqualität und durchdachte Blattstruktur“. Den ersten Platz 2019 erhielt die Zeitung für seine gute Aufmachung und "herausragend interessante Themenmischung". Die Zeitung treffe den Zeitgeist und schreibe sowohl über Memelords als auch über 180 Jahre alte Kneipen. 2007 nahmen an dem Wettbewerb 43 studentische Publikationen teil. Für den Award 2019 teilte die Initiative keine Anzahl der Redaktionen mit, die am Wettbewerb teilgenommen hatten.
2006 belegte der ruprecht den zweiten Platz (33 Teilnehmer). 2023 teilte sich der ruprecht den dritten Platz mit der Luhze aus Leipzig. (2005 (57), 2009 (41)), 2013 und 2014 (je rund 30) platzierte sich die Zeitung unter den Rängen vier bis zehn.

## Bekannte ehemalige Redakteure
- Stephan Stuchlik, ARD-Journalist (Politmagazin „Panorama“, bis 2010 Korrespondent in Moskau)
- Wolfram Eilenberger, Publizist
- Eckhart Nickel, Schriftsteller und Chefredakteur der Literaturzeitschrift „Der Freund“
- Bertram Eisenhauer[12], Autor und Ressortleiter „Leben“ bei der „Frankfurter Allgemeinen Sonntagszeitung“
- Moritz Damm, Chefredakteur der „KA-News“
- Hedwig Richter, Historikerin und Hochschullehrerin[13]